# ENFP
ENFP (ang. Extraverted Intuitive Feeling Perceiving – Ekstrawertyk Intuicyjny Uczuciowiec Obserwator) – skrót stosowany przy jednym z szesnastu typów Myers-Briggs Type Indicator (MBTI) oraz w innych jungowskich testach osobowości.
ENFP to typ ekstrawertywny z przewagą uczuć, intuicyjny, obserwujący.
Osoby o tym typie osobowości cechuje ekstrawersja, kierowanie percepcji i działań na otaczający świat i ludzi. Osoby z tym typem osobowości charakteryzowane są jako ludzie kreatywni, charyzmatyczni, spontaniczni, asertywni.
Zalecane zawody dla ENFP to: aktor, dziennikarz, dyplomata, doradca prawny, psycholog, muzyk, malarz, komiksiarz czy pisarz.